# Бій під Васильковом
Бій під Васи́льковом — військова операція, здійснена армією Московського царства восени 1658 року під час московсько-української війни. Один із епізодів московсько-української війни 1658—1659 років, коли московські війська розбили тритисячний козацько-татарський загін поблизу міста Васильків.

## Передісторія
Відбивши в серпні 1658 року штурм Києва військами Виговського, воєвода В. Шереметєв у вересні перейшов до активних дій. Довідавшись, що в Мотовилівці за наказом Д. Виговського збирався з військами овруцький полковник В. Виговський, Шереметєв послав розгромити князя Ю. Борятинського цей загін. Овруцький полковник, ухилившись від бою, відступає до Білої Церкви, а Борятинський, узявши в Мотовилівці «язиків», пішов до Василькова. Довідавшись про ці події, Д. Виговський тієї ж ночі послав на воєводу свого брата К. Виговського, полковників І. Сербіна та В. Виговського й Мансира мурзу з 2 тис. с козаків і татар.

## Бій
Уранці в бою під Васильковом козацько-татарський загін зазнав поразки. Згідно даних Борятинського, у російський полон потрапили обидва полковники, 5 козацьких сотників, багато козаків і 50 татар. Убитими козаки й татари разом втратили близько тисячі чоловік. К. Виговському з Мансир-мурзою й небагатьма людьми вдалось втекти. Росіяни, згідно з відпискою київського воєводи, втратили 2 рейтарів убитими, 17 пораненими та 1 полоненим, хоча ці цифри видаються сумнівними.
Довідавшись, що за ним іде Д. Виговський з усім своїм військом, князь Борятинський наказав стратити всіх полонених, залишивши лише обох полковників, 5 сотників і 10 кращих татар. Однак за свідченнями В. Виговського, він з Мотовилівки не відступав, а приготувався до оборони, тому князь Борятинський, спаливши посад, вирушив до Києва. За його ж інформацією, князя Борятинського біля Василькова наздогнало 3-тисячне козацько-татарське військо, у бою загинуло лише 300 козаків і татар, а в полон потрапили лише 2 козацьких полковники та 9 татар. Як повідомив на допиті І. Сербин, з Д. Виговським у Білій Церкві залишились білоцерківський, паволоцький та два піхотних полковники з полками — усього 5 тис. козаків і 500 татар.